# Marcellin Mari
Pour les articles homonymes, voir Mari.
Marcellin Éloi Mari (né le 1er septembre 1914 à Aimargues et décédé le 13 mars 1955) est un militant anarchiste français.

## Biographie
Militant anarchiste, il appartenait à l'important groupe d'Aimargues.
Le 20 mars 1938, en compagnie des frères Rogati, de Joseph et Vaillant Deschamps, et de son propre frère Alphonse, il manifeste contre un rassemblement de la Jeunesse ouvrière chrétienne (JOC) à Aimargues. La rencontre tourne à l'affrontement et lui et Vaillant sont condamnés en juin par le tribunal correctionnel de Nîmes à 15 jours de prison et 25 francs d’amende.
Arrêté par le régime de Vichy pendant la guerre avec les frères Deschamps, Joseph Chatellier, Georges Louche et Paul Perrier, il est interné au camp de Chibron.